# Syncosmetus japonicus
Syncosmetus japonicus là một loài bọ cánh cứng trong họ Ciidae. Loài này được Sharp miêu tả khoa học năm 1891.